# 관습법
관습법(慣習法, 영어: customary law, legal custom, consuetudinary law, unofficial law)은 가장 오래된 법의 연원으로, 불문법의 하나이다. 대한민국 고등학교 정치와법 교과서는 140쪽에서 불문법의 예시로 관습법과 판례법을 나열하고 있다. 사회에서 반복하여 나타나는 관행이 사회 구성원 대다수의 법적확신에 의하여 법규범으로 승인되어 지켜지고 있는 상태를 의미한다. 이때 규범에 대한 묵시적 계약이 성립했다고 표현한다. 기존의 관습법을 변경하려는 의도에서 성문법이 제정되면 성문법이 관습법에 우선하지만, 성문법이 있음에도 그와 다른 내용의 관습법이 신설되면 관습법이 성문법에 우선한다. 이는 신법 우선의 원칙에 기인한다. 거듭된 사회적 관행을 따라 생성된 사회생활규범이 한때 관습법으로 승인되었다고 하더라도, 시간이 흘러 대부분의 사회 구성원이 그러한 관행의 법적 구속력을 더는 확신하지 않게 되면 법적 규범으로서의 효력을 상실한다. 다시 말해서, 사회를 지배하는 기본적 이념과 질서가 변하여 전체적인 법질서에 더 이상 부합하지 않게 되었을 때 관습법은 그 효력을 잃어버린다.

## 성립 요건
관습법의 성립요건은 무엇인가에 대해 학설이 나뉜다.
- 관행설 - 관습(관행, custom)이 존재하면 관습법(customary law)이라고 본다. 관습과 관습법의 차이를 부정한다.
- 법적확신설 - 관습(관행, custom)과 법적확신(opinio juris)이 있어야 관습법(customary law)이 성립한다고 한다. 현재 전 세계와 한국의 통설 판례이다. 이에 따르면, 관습법은 법원의 판결로 그 존재가 확인되나, 성립시기는 그 관습법이 법적 확신을 얻은 시기에 소급하여 인정된다.
- 국가승인설 - 관습, 법적확신, 국가승인의 세 가지가 관습법의 성립요건이라고 본다.
- 인스턴트관습이론 - 법적확신만이 관습법의 구성요건이라고 본다. 관행은 법적확신의 증거일 뿐이라고 본다.

관행은 지속성, 획일성, 일반성의 세 가지 구성요건으로 이루어져 있으며, 관행에 법적확신이 인정되면 관습법이 성립한다고 본다.

### 지속성
장기간 동안 지속되어야 관행이라고 할 수 있는가에 대해, 현재 국제관습법은 부정한다. 즉시 성립을 인정한다. 그러나 한국의 국내법 판결에서는 장기간의 지속을 요구하고 있다.

### 법적확신
법적확신이란 "관행을 따르는 것이 의무"라는 믿음을 말한다. "관행을 무시할 자유"가 사례로 입증되면 법적확신의 획득은 인정될 수 없다. 관습법은 법에 있어서 가장 오래된 연원이지만 법학에 있어서 관습법에 대한 본격적 연구는 의외로 그렇게 오래지 않다. 오늘날과 같은 법적확신이론은 프랑스의 사법학자이자 법철학자인 프랑수아 제니가 최초로서, 그 문헌은 1919년에 등장하였다.
국제관습법 형성의 주관적 요소로서의 법적확신(opinio juris)은 opinio juris sive necessitatis의 약칭으로서 ‘문제가 된 행위가 법규칙에 의해 필요하다는 의견’이라는 사전적 의미를 지닌 라틴어구로 이해되고 있다.
반면에, Guggenheim은 국제관습법에서 다루어지는 opinio juris가 독일의 역사법학파에 그 기원을 두고 있다고
말한다.
opinio juris 개념이 프리드리히 카를 폰 사비니로 유명한 19세기 독일의 역사법학파에서 출발하였을지라도 현대 국제관습법 이론의 발전과정에서 자연법적 요소로부터 벗어나 실정법적 가치를 지니게 되었으며, 그 결과 opinio juris의 개념은 기본적으로 ‘법적 신념’ 즉, ‘일정한 관행이 법으로서 의무적이라는 신념’이라고 이해되고 있다. 이러한 이해는 ICJ가 일관되게 취하는 입장이기도 하다.
그러나 국제관습법을 다룬 ICJ 판례 가운데에서도 opinio juris을 명시적으로 다루지 않은 경우도 있는 한편, 국제법학자들에 따라서는 관행의 통일성과 일반성이 충분할 경우 opinio juris가 별도의 존재로서 확립될 필요가 없다고 주장하기도 한다.
ICJ는 많은 판결에서 주관적 요소가 존재하고 있는지 여부에 대하여 명시적으로 조사함이 없이 국가관행에 기초하여 국제관습법의 존재를 인정하기도 하였다. 대표적으로 다음의 판례들이 있다.
- Barcelona Traction, Light and Power Company, Limited 사건
- Continental Shelf (Libya/Malta) 사건
- Fisheries Jurisdiction 사건

## 관습민법
그러나 이와 같은 관습이라도 먼저 민법전의 규정 등으로 법률을 보충한다는 것을 명백히 한 것, 국가의 질서나 공공의 이익에 위반되지 않는 것에 한하므로, 이른바 선량한 풍속 기타 사회질서에 위반되는 것에는 법적효력을 인정할 수 없게 된다. 어떠한 것이 상기한 것에 해당하는가는 결국 법원(法院)이 재판할 때 법률로서 인정하여 적용하는가 적용하지 않는가의 여부로서 결정된다.

### 사실인 관습과 관습법 비교
관습법과 사실인 관습을 비교하면, ① 법적 확신에 이르렀는지 여부가 다르고 ② 관습법은 법원(法源)으로서 기능하지만, 사실인 관습은 법률행위의 당사자의 의사를 보충하는 기능을 한다. ③ 관습법은 법원의 직권조사사항이지만, 사실인 관습은 그 존재를 당사자가 주장하고 증명하여야 한다.
대법원 판례에 따르면, “관습법이란 사회의 거듭된 관행으로 생성한 사회생활규범이 사회의 법적 확신과 인식에 의하여 법적 규범으로 승인·강행되기에 이르른 것을 말하고, 사실인 관습은 사회의 관행에 의하여 발생한 사회생활규범인 점에서 관습법과 같으나 사회의 법적 확신이나 인식에 의하여 법적 규범으로서 승인된 정도에 이르지 않은 것을 말하는 바, 관습법은 바로 법원으로서 법령과 같은 효력을 갖는 관습으로서 법령(강행법규)에 저촉되지 않는 한 법칙으로서의 효력이 있는 것이며, 이에 반하여 사실인 관습은 법령으로서의 효력이 없는 단순한 관행으로서 법률행위의 당사자의 의사를 보충함에 그치는 것이다.”고 한다.

### 성립 요건
가. 관행의 존재
나. 법적 확신
다. 헌법을 최상위 규범으로 하는 전체 법질서에 반하지 아니하는 것으로서 정당성과 합리성이 있을 것.
“사회의 거듭된 관행으로 생성한 어떤 사회생활규범이 법적 규범으로 승인되기에 이르렀다고 하기 위하여는 그 사회생활규범은 헌법을 최상위 규범으로 하는 전체 법질서에 반하지 아니하는 것으로서 정당성과 합리성이 있다고 인정될 수 있는 것이어야 하고, 그렇지 아니한 사회생활규범은 비록 그것이 사회의 거듭된 관행으로 생성된 것이라고 할지라도 이를 법적 규범으로 삼아 관습법으로서의 효력을 인정할 수 없는 바, 제정 민법이 시행되기 전에 존재하던 관습 중 "상속회복청구권은 상속이 개시된 날부터 20년이 경과하면 소멸한다."는 내용의 관습은 이를 적용하게 되면 20년의 경과 후에 상속권침해가 있을 때에는 침해행위와 동시에 진정상속인은 권리를 잃고 구제를 받을 수 없는 결과가 되므로 소유권은 원래 소멸시효의 적용을 받지 않는다는 권리의 속성에 반할 뿐 아니라 진정상속인으로 하여금 참칭상속인에 의한 재산권침해를 사실상 방어할 수 없게 만드는 결과로 되어 불합리하고, 헌법을 최상위 규범으로 하는 법질서 전체의 이념에도 부합하지 아니하여 정당성이 없으므로, 위 관습에 법적 규범인 관습법으로서의 효력을 인정할 수 없다.”
※ 법원의 판결은 이미 성립한 관습법을 인식하여 확인해 주는 것일 뿐 관습법의 성립요건은 아니라는 것이 통설적 견해이다.

### 효과

#### 법원(法源)
제1조는 “민사에 관하여 법률에 규정이 없으면 관습법에 의하고...”라고 규정하고 있으므로 관습법은 보충적인 법원(法源)이 된다. 그런데 제정민법 부칙 제25조 제1항은 "본법 시행일 전에 개시된 상속에 관하여는 본법 시행일 후에도 구법의 규정을 적용한다 "고 규정하고 있고, 제정민법 시행 이전에 상속 분야는 의용민법이 아닌 당시의 관습에 의하여 규율되었으므로, 제정민법 시행 이후에도 그 시행 전에 개시된 상속에 관하여는 1960년 이전의 관습이 1차적인 법원(法源)이 된다.

#### 법원(法院)의 직권 조사
법원의 직권 조사 사항이 된다.

#### 실정법을 개폐할 수 있는지 여부
원칙적으로 실정법을 개폐할 수는 없고, 오히려 실정법에 어긋나는 관습법은 성립조차 할 수 없다. 다만, 물권의 영역에서는 관습법에 의하여 실정법상의 물권이 제한을 받기도 한다.(예컨대 관습법상 법정지상권)

### 관습법이 헌법에 위배되는 경우

#### 위헌법률심판의 대상은 아님
“헌법 제111조 제1항 제1호 및 헌법재판소법 제41조 제1항에서 규정하는 위헌심사의 대상이 되는 법률은 국회의 의결을 거친 이른바 형식적 의미의 법률을 의미하고 (헌법재판소 1995. 12. 28. 선고 95헌바3 결정 등 참조), 또한 민사에 관한 관습법은 법원에 의하여 발견되고 성문의 법률에 반하지 아니하는 경우에 한하여 보충적인 법원(법원)이 되는 것에 불과하여( 민법 제1조) 관습법이 헌법에 위반되는 경우 법원이 그 관습법의 효력을 부인할 수 있으므로 (대법원 2003. 7. 24. 선고 2001다48781 전원합의체 판결 등 참조), 결국 관습법은 헌법재판소의 위헌법률심판의 대상이 아니라 할 것이다.”

#### 관습법으로서의 효력 상실
사회의 거듭된 관행으로 생성된 사회생활규범이 관습법으로 승인되었다고 하더라도 사회 구성원들이 그러한 관행의 법적 구속력에 대하여 확신을 갖지 않게 되었다거나, 사회를 지배하는 기본적 이념이나 사회질서의 변화로 인하여 그러한 관습법을 적용하여야 할 시점에 있어서의 전체 법질서에 부합하지 않게 되었다면 그러한 관습법은 법적 규범으로서의 효력이 부정될 수밖에 없다.

### 대한민국 판례에 의해 확인된 관습민법
- 분묘기지권
- 관습법상 법정지상권
- 수목의 집단이나 미분리과실의 소유권이전에 관한 명인방법
- 동산의 양도담보
- 명의신탁
- 사실혼

## 관습헌법
헌법재판소는 신행정수도법 위헌 확인 결정에서, 관습헌법은 실정헌법과 동일한 효과를 가지며, 관습헌법을 개정하려면, 실정헌법의 개정절차를 밟아야 한다고 판시했다.
그러나 헌법재판소의 판시에 따르게 되면, 관습법은 실정법에 대한 보충적 성격을 지니는 것이 아닌, 동등한 효력과 구속력을 가진 법으로서 존재하게 된다.

## 관습형법 금지의 원칙(성문 법률주의)
마그나 카르타에서 유래하는 파생적 원리로서, 범죄와 형벌은 미리 성문의 법률로 규정되어야 한다는 원칙이다.
관습법을 근거로 일정한 행위를 범죄로 인정하거나 형벌을 부과하는 것을 금지한다는 것이며, 성문의 법률은 의회가 헌법에 규정된 입법 절차에 따라 제정된 법률을 의미한다.
따라서 관습법을 형법의 법원(法源)으로 삼아 이에 따라 처벌할 수 없다. 관습법은 성문법이 아니므로 내용과 범위가 명백하지 않고, 범죄와 형벌의 관계가 명시되어야 한다는 죄형법정주의에 어긋나기 때문이다.
전술한 바대로, 관습법은 입법기관인 국회에서 제정된 법률이 아니다. 가령 이러한 관습법을 형법이라 하여 적용하게 되면 피고인은 그 존재가 애매한 법에 의하여 처벌을 받게 되며, 또한 그 모호한 관습법을 적용하는 것은 법관이므로 법관의 지나친 재량과 전단을 허용하는 결과가 되어 개인의 자유 권리가 부당하게 침해될 우려가 있는 것이다.

## 국제관습법
대한민국에서 국제관습법은 국내의 실정법률과 동등한 효력을 가지고 있다. 국제관습법은 국제 연합 총회 결의 중에서 일정한 요건을 갖추면 인정되기도 한다.

## 같이 보기
- 관습헌법
- 법원 (법의 근원)

## 참고 문헌
- 이상태, 《물권법》 법원사, 2009. ISBN 978-89-91512-42-9